# Kaare Klint

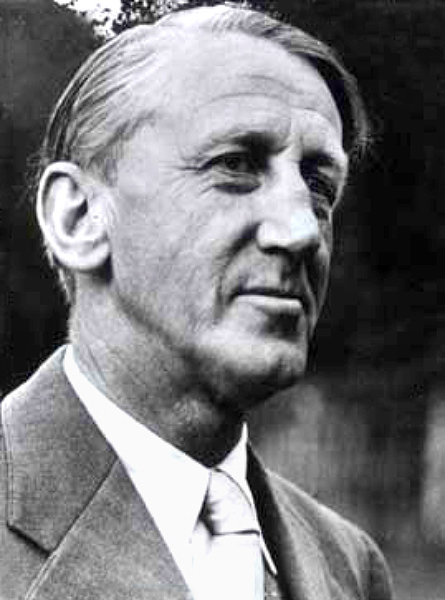
Kaare Klint (um 1945)

Kaare Jensen Klint (* 15. Dezember 1888 in Frederiksberg; † 28. März 1954 in Kopenhagen) war ein dänischer Architekt und Möbeldesigner.

## Biografie
Kaare Klint studierte Architektur bei seinem Vater Peder V. Jensen Klint und Carl Petersen an der Kopenhagener Akademie sowie Malerei bei Johann Rohde an der Teknisk Skole. Erste neoklassische Möbel entwickelte er 1914 gemeinsam mit Petersen für die Kunstgalerie in Fåborg. Ab 1917 arbeitete er als freier Möbeldesigner und wurde für Fritz Hansen und Rudolf Rasmussen sowie für das Thorvaldsen- und das Kunstindustrimuseet in Kopenhagen tätig.
Klint gründete 1924 an der Dänischen Akademie der Schönen Künste in Kopenhagen die neue Abteilung für „Möbelkunst und Raumausstattung“. Seine Schüler waren unter anderen Mogens Koch, Børge Mogensen und Hans Olsen. Ab 1944 war Klint dort Professor für Architektur. Sein Stil ist geprägt durch eine handwerklich klare, schlichte und ehrliche Formensprache bis ins Detail. Die Linienführung ist einfach und gerade und oft aus dem Material heraus begründet. Die Möbel werden teilweise vorfabriziert und mit einer hohen handwerklichen Qualität gefertigt.

## Werk

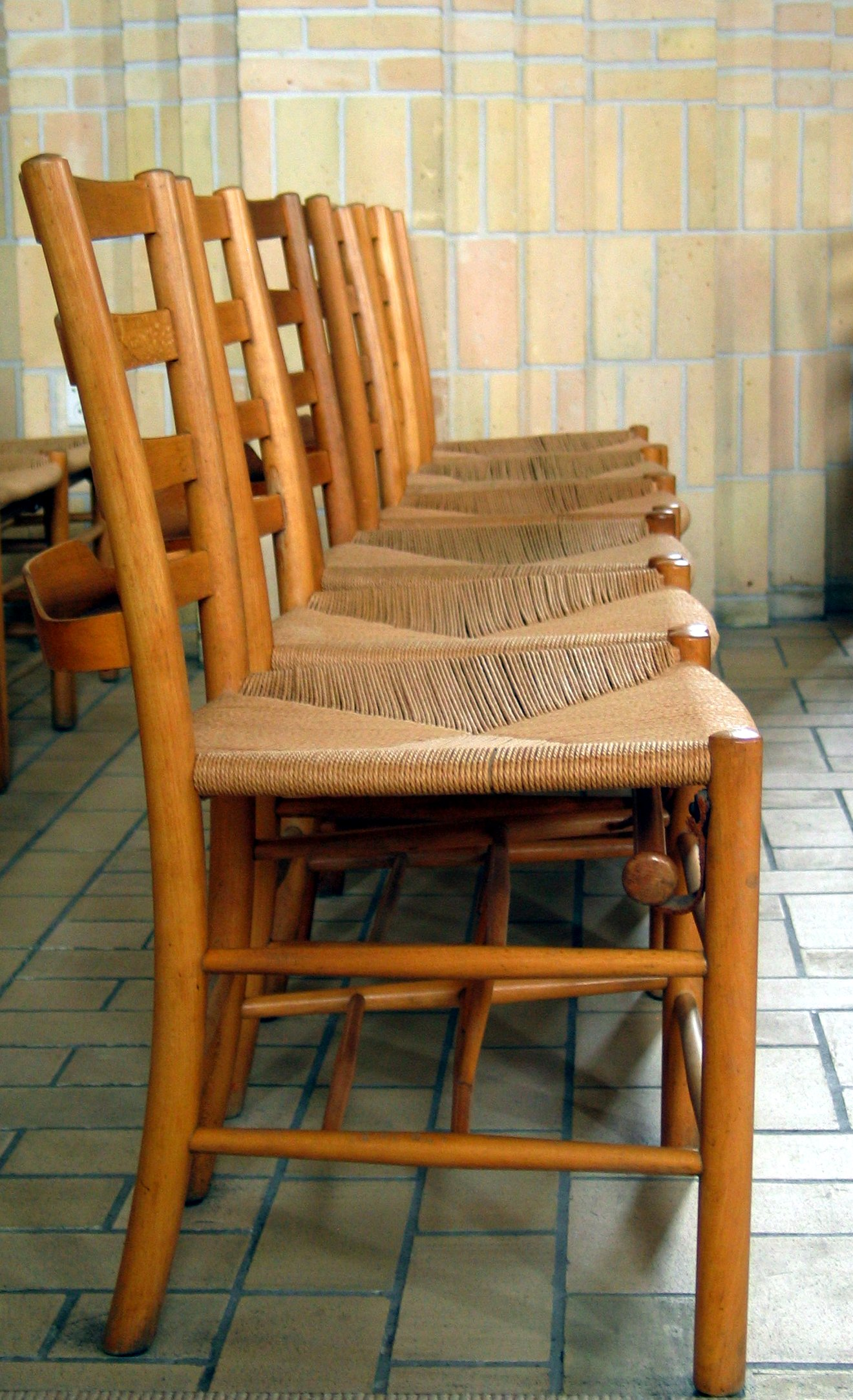
Von Kaare Klint entworfene Stühle in der Grundtvigskirche Kopenhagen

Klint gilt als einer der einflussreichsten Vertreter des modernen skandinavischen Designs und „Vater der dänischen Möbelschule“. Sein besonderes Interesse galt der Ergonomie seiner Möbel. Er versuchte sie möglichst genau an die menschlichen Proportionen anzupassen, zu denen er bereits 1913 erste Forschungen anstellte und damit der erste Designer war, der sich ernsthaft mit Anthropologie beschäftigte. Gemeinsam mit seinen Schülern erforschte er zudem die Funktionsweise eines Möbels, die die Grundlage für den späteren skandinavischen Stil legten.
Zum ersten populären Stuhl Klints wurde der für das Fåborg-Museum entworfene Fåborg-Stuhl aus Mahagoni-Holz mit einer geflochtenen Lehne und Rinderlederbezügen für die Sitzflächen. Der später von der Firma Rasmussen hergestellte Stuhl gilt aufgrund der Synthese aus Tradition und Moderne als typisch für den Stil Klints. Im Jahre 1933 entwickelte Klint den funktionalistischen Safari-Stuhl aus Eschenholz, Leder und Baumwolltuch, der als Prototyp auch einklappbar und in der Höhe verstellbar war. Neben diesen Stühlen gehören zu den Klassikern Klints der Klappstuhl von 1927, der Kirchenstuhl 4133 von 1936 und der Deckstuhl von 1936.
Zu seinen Arbeiten als Architekt gehörte der Umbau des Friedrichskrankenhauses zum Kunstindustriemuseum (heute Designmuseum Danmark) Anfang der 1920er Jahre. 1940 vollendete er die Arbeit seines verstorbenen Vaters Peder Klint an der Grundtvigskirche.

## Auszeichnungen
1935 erhielt Klint für seine Arbeiten den Großen Preis der Weltausstellung Exposition universelle et internationale in Brüssel, 1954 die C.F. Hansen Medaille.